# Résidence les Tourelles
La résidence les Tourelles était une résidence située à Fort-de-France dans le département de la Martinique en France. Félix Éboué y a séjourné entre 1932 et 1934. Elle a été inscrite aux monuments historiques en 1990 et 2012 puis radiée en 2015.

## Historique
Félix Éboué a séjourné dans la résidence entre 1932 et 1934, alors qu'il assure l'intérim du gouverneur de la Martinique.
La façade et la toiture du bâtiment principal sont inscrits au titre des monuments historiques en 1990, le reste de la résidence qui comprend plusieurs annexes, un jardin et la clôture le sont en 2012. En 2015, le second arrêté est abrogé.